# Henry Bathurst, 2:e earl Bathurst
Henry Bathurst, 2:e earl Bathurst, född den 20 maj 1714, död den 6 augusti 1794, var en brittisk politiker, son till Allen Bathurst, 1:e earl Bathurst, far till Henry Bathurst, 3:e earl Bathurst.
Lord Bathurst tillhörde sedan 1735 parlamentet och var i politiska frågor nära förbunden med lord North, som 1771 gjorde honom till baron Apsley och lordkansler. 
Bathursts oduglighet i detta ämbete, som han innehade till 1778, har nästan blivit ett ordspråk. Från 1779 till den northska ministärens fall 1782 var Bathurst rådets lordpresident.